# Acetobacter aceti
L'Acetobacter aceti è un microrganismo acidofilo resistente perfino a pH 0.
È un batterio aerobio obbligato, Gram - negativo, mobile grazie alla presenza di flagelli peritrici in grado di tollerare una concentrazione di etanolo del 10% (è pertanto il maggior responsabile delle ossidazioni dei vini a basso grado alcolico). La temperatura ottimale è compresa tra 25 e 30 °C, il pH ideale tra 5,4 e 6,3. In natura occupa le nicchie ecologiche nelle quali si sviluppa alcol in seguito a fermentazione degli zuccheri, come fiori, frutti, favi di api, ma può essere rinvenuto anche nel suolo o nelle acque.
Attualmente sono descritte 4 sottospecie di Acetobacter aceti:
- Acetobacter aceti subsp. aceti
- Acetobacter aceti subsp. liquefaciens
- Acetobacter aceti subsp. orleanensis
- Acetobacter aceti subsp. xylinum

## Impieghi industriali
Viene impiegato industrialmente per la produzione di aceto, sfruttando la sua capacità di convertire l'etanolo in acido acetico. Non possiede invece abilità fermentative.
È un contaminante molto comune in tutti i processi di fermentazione industriale, ed è responsabile di decolorazione, intorbidamento e sviluppo di odori sgradevoli nelle birre.

## Rischi tossicologici e ambientali

### Pericolosità per l'uomo e gli animali
Acetobacter aceti non è considerato patogeno per l'uomo. È ubiquitario nell'ambiente e può quindi naturalmente entrare in contatto con il corpo umano, ma la sua temperatura ottimale e il suo pH ottimale sono inferiori a quelli riscontrati normalmente sugli esseri umani. Grazie al fatto che necessita di zuccheri in fermentazione per sopravvivere non è associato alla normale microflora umana.
Non vi sono casi conosciuti di patologie provocate da Acetobacter aceti, né di produzione di tossine pericolose per l'uomo o per gli animali.

### Pericolosità per le piante
È stato segnalato (insieme a Erwinia herbicola, Gluconobacter oxydans e altri batteri) come responsabile del pink disease su ananas.
La malattia è caratterizzata da decolorazione del frutto che tende successivamente a diventare brunastro in seguito a lavorazione e conservazione.
È inoltre coinvolto in marciumi di mele e pere, nelle quali causa imbrunimenti di varia intensità.